# Saarländisches Psychiatriemuseum
Das Saarländische Psychiatriemuseum befindet sich im Klinikum Merzig der Saarland-Heilstätten (SHG) an der Trierer Straße 148 in Merzig.
Es befindet sich im alten Dachstuhl der Psychiatrieabteilung in einem rund 200 Quadratmeter großen Raum mit schrägen Dachbalken und alten Steinwänden.
Unter anderem beschäftigt sich das Museum auch mit dem Schicksal von Patienten aus Merzig in der Zeit des Nationalsozialismus, darunter Zwangssterilisierungen und Ermordungen im Rahmen der Aktion T4.